# Marizy (Saône-et-Loire)
Marizy ist eine Commune déléguée in der französischen Gemeinde Le Rousset-Marizy mit 381 Einwohnern (Stand: 1. Januar 2022) im Département Saône-et-Loire in der Region Bourgogne-Franche-Comté. Marizy ist Hauptort der Gemeinde Le Rousset-Marizy.
Seit dem 1. Januar 2016 bildet Marizy gemeinsam mit Le Rousset die neue Gemeinde (Commune nouvelle) Le Rousset-Marizy. Die Gemeinde Marizy gehörte zum Arrondissement Chalon-sur-Saône und war Teil des Kantons Charolles (bis 2015: Kanton La Guiche). 

## Geografie
Marizy liegt etwa 41 Kilometer westsüdwestlich von Chalon-sur-Saône am Arconce. 

## Bevölkerungsentwicklung
| Jahr                      | 1962 | 1968 | 1975 | 1982 | 1990 | 1999 | 2006 | 2013 |
| Einwohner                 | 534  | 505  | 471  | 423  | 444  | 453  | 460  | 451  |
| Quelle: Cassini und INSEE |      |      |      |      |      |      |      |      |

## Sehenswürdigkeiten

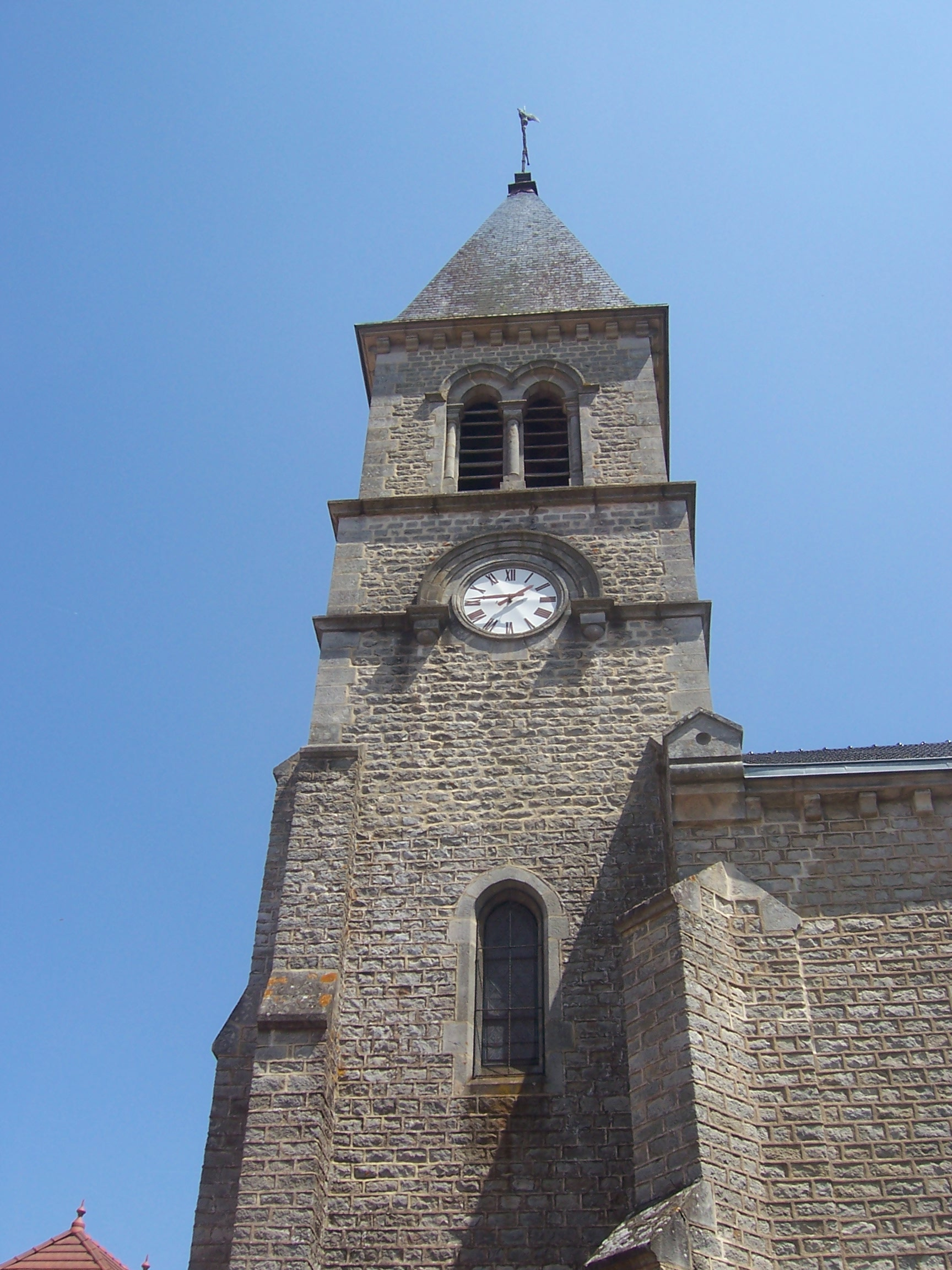
Kirche Sainte-Marie-Marguerite

- Kirche Sainte-Marie-Marguerite